# Бизнес-инкубатор
Бизнес-инкубатор — организация, занимающаяся поддержкой проектов молодых предпринимателей на всех этапах развития: от разработки идеи до её коммерциализации.

## Типы и финансирование
| Отрасли, которые целенаправленно поддерживаются бизнес-инкубаторами |
| ------------------------------------------------------------------- |
| Технологии                                                          |
| Компьютерные программы                                              |
| Услуги                                                              |
| Производство                                                        |
| Интернет                                                            |
| Биология/науки о жизни                                              |
| Электроника/микроэлектроника                                        |
| Телекоммуникации                                                    |
| Компьютерная техника                                                |
| Медицинские приборы                                                 |
| Творческие индустрии                                                |
| Электронный бизнес и электронная коммерция                          |
| Беспроводные технологии                                             |
| Медицинские технологии                                              |
| Прогрессивные материалы                                             |
| Оборона и национальная безопасность                                 |
| Энергетика                                                          |
| Окружающая среда и технологии очистки                               |
| Медиа                                                               |
| Нанотехнологии                                                      |
| Строительство домов                                                 |
| Искусство                                                           |
| Аэрокосмические технологии                                          |
| Кухня и пищевые технологии                                          |
| Розничная торговля                                                  |
| Мода                                                                |
| Деревообработка/лесное хозяйство                                    |
| Туризм                                                              |

Более половины всех программ бизнес-инкубаторов являются «многофункциональными» проектами, они работают с клиентами из различных отраслей промышленности. Технологические инкубаторы составляют 39 % от инкубационных программ.
Во многих странах инкубационные программы финансируются из региональных или национальных бюджетов в рамках общей стратегии экономического развития. В Соединённых Штатах большинство инкубационных программ являются независимыми, и финансируются на средства сообществ и проектов. Управление экономического развития США часто является источником средств для открытия инкубационных программ, но как только программа стартует и начинает функционировать, то она, как правило, перестаёт получать федеральное финансирование. Арендная плата и/или взносы клиентов составляют 59 % доходов инкубаторов, 18 % приносит плата за услуги или гранты, и 15 % — субсидии на денежные операции.

## История бизнес-инкубаторов
Первые прообразы бизнес-инкубаторов появились в Великобритании в середине XX века.
Первый бизнес-инкубатор в современном понимании этого слова был основан в 1959 году. Джозеф Манкусо купил склад при фабрике в городе Батавия и основал первый инкубатор в Америке — Batavia Industrial Center. Его целью было создание новых рабочих мест в городе с экономической депрессией.
В 1985 году в мире действовало около 70 бизнес-инкубаторов, в 1992 их насчитывалось 470, в 1995—1100, объединённых в Национальную ассоциацию инкубаторов бизнеса. Наибольшее число бизнес-инкубаторов было создано в США, чему способствовали необходимость возрождения пришедших в упадок городских центров и регионов, поощрение инновационной деятельности и предпринимательской активности в университетах, а также создание привлекательных условий для частных инвесторов.
По оценкам Международной ассоциации бизнес-инноваций, во всём мире в начале XXI века насчитывалось около 7 000 бизнес-инкубаторов. Исследование, финансируемое Европейской комиссией в 2002 году, выявило около 900 инкубаторов в Западной Европе. По состоянию на октябрь 2006 года, в Северной Америке насчитывалось более 1 400 инкубаторов по сравнению с всего лишь двенадцатью в 1980 году. Казначейство Её Величества выявило около 25 инкубационных сред в Великобритании в 1997 году; к 2005 году уже насчитывалось около 270 инкубационных сред по всей стране. Только в 2005 году программы инкубации в Северной Америке помогли более 27 000 компаний, которые обеспечили трудоустройство для более 100 000 рабочих и принесли годовой доход в размере 17 млрд долларов. В 2018 году исследовательская группа Social Innovation Monitor (SIM) определила 197 инкубаторов в Италии, при этом почти 60 % из них находились на севере страны. Более того, крупные корпорации применяют стратегии открытых инноваций путем создания программы корпоративной инкубации.

## Бизнес-инкубаторы в России

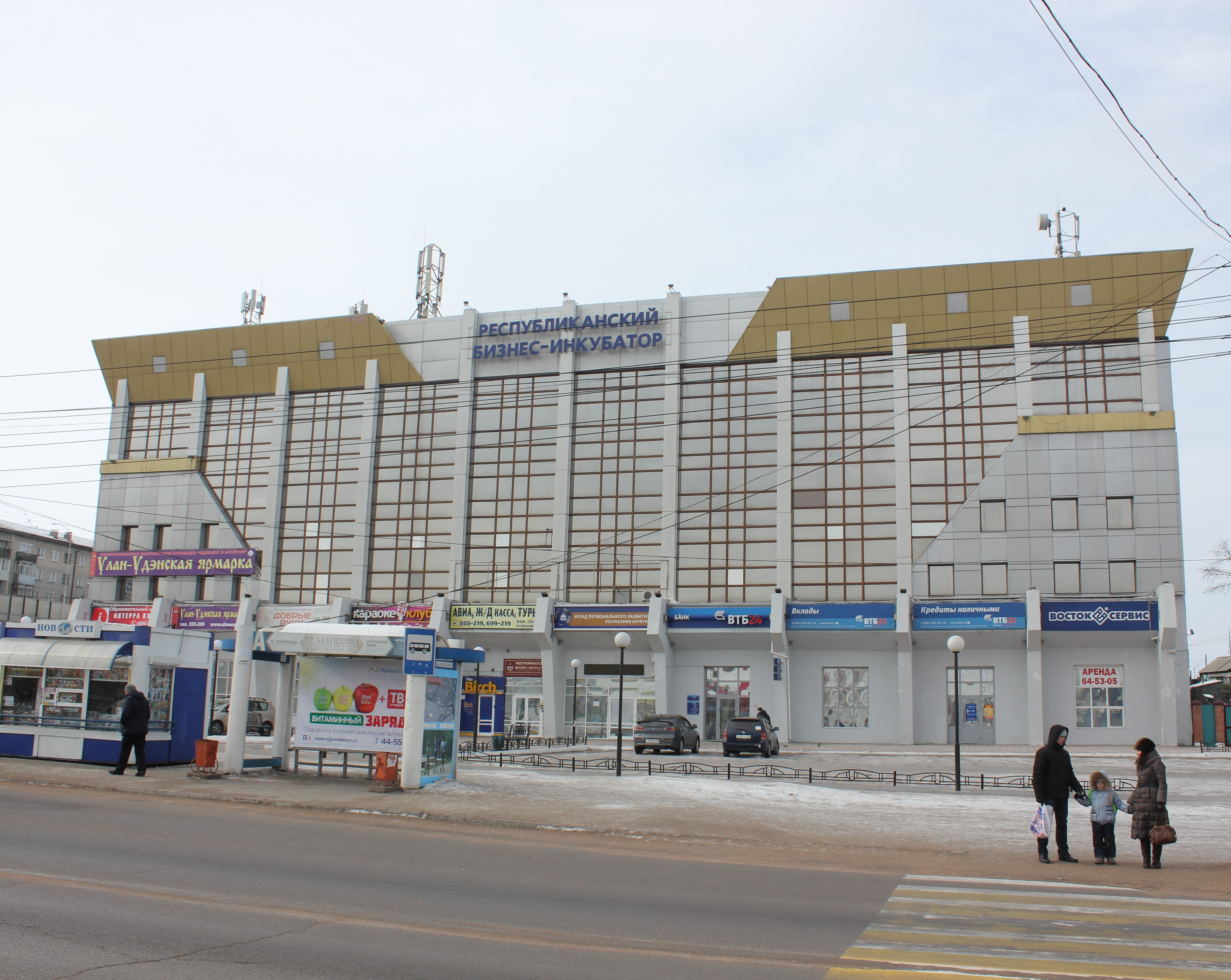
Здание Бизнес-инкубатора в Улан-Удэ, Бурятия

В России бизнес-инкубаторы появились в 1990 году.
По российскому законодательству, бизнес-инкубатор — это «организация, решающая задачи, ограниченные проблемами поддержки малых, вновь созданных предприятий и начинающих предпринимателей, которые хотят, но не имеют возможности начать своё дело, связанные с оказанием им помощи в создании жизнеспособных коммерчески выгодных продуктов и эффективных производств на базе их идей».
Под бизнес-инкубатором понимается организация, созданная для поддержки предпринимателей на ранней стадии их деятельности путём предоставления в аренду помещений и оказания консультационных, бухгалтерских и юридических услуг. Общая площадь нежилых помещений бизнес-инкубатора должна быть не менее 900 м², при этом площадь, предназначенная для размещения субъектов малого предпринимательства, должна составлять не менее 85 % от полезной площади бизнес-инкубатора. Площадь нежилых помещений, предоставленных в аренду одному субъекту малого предпринимательства, не должна превышать 15 % от площади нежилых помещений бизнес-инкубатора, предназначенной для размещения субъектов малого предпринимательства.
Бизнес-инкубатор обеспечивает оказание следующих основных услуг:
1. Предоставление в аренду (субаренду) субъектам малого предпринимательства нежилых помещений бизнес-инкубатора.
2. Осуществление технической эксплуатации здания (части здания) бизнес-инкубатора.
3. Почтово-секретарские услуги.
4. Консультационные услуги по вопросам налогообложения, бухгалтерского учёта, кредитования, правовой защиты и развития предприятия, бизнес-планирования, повышения квалификации и обучения.
5. Доступ к информационным базам данных.

Бизнес-инкубатор (за исключением бизнес-инкубаторов производственного и агропромышленного назначений) должен соответствовать следующим основным требованиям к техническому оснащению:
1. Наличие не менее 70 рабочих мест, оборудованных оргтехникой и мебелью.
2. Наличие для каждого рабочего места компьютера, принтера (индивидуального или коллективного доступа) и телефона с выходом на городскую линию и междугородную связь.
3. Наличие не менее одной оборудованной (мебель, доска и телефон) переговорной комнаты.
4. Наличие не менее одного оборудованного (мебель, доска, проектор и телефон) зала для проведения лекций, семинаров и других обучающих занятий.
5. Наличие интернет-канала для не менее 80 % рабочих мест бизнес-инкубатора.
6. Наличие оргтехники для коллективного доступа: факс, копировальный аппарат, сканер, цветной принтер, телефонная мини-АТС.

## Бизнес-инкубаторы в Беларуси
В Беларуси бизнес-инкубаторы курируются департаментом предпринимательства при Министерстве Экономики Республики Беларусь, который ведет реестр, а так же присваивает им статус — «Инкубатор малого предпринимательства».
В 2020 планируется внедрить новые критерии градации бизнес-инкубаторов:
- Бизнес-инкубатор — наличие офисов, специалиста по маркетингу, юридическим, финансовым, налогообложению и управление кадрами.
- Стартап-хаб — наличие коворкинга, специалиста по маркетингу, организации мероприятий, образовательным программам.
- Кластер — наличие шэринг-центра, специалиста по маркетингу, организации мероприятий, анализу и исследованию рынка.

На текущий момент наиболее эффективным центром поддержки предпринимательства является совокупность инфраструктуры:
- Коворкинг центр.
- Конференц зал.
- Консалтинг по анализу спроса.
- Акселерационная программа.
- Производственные помещения.